# Seznam generálních ředitelství Rady Evropské unie
Generální ředitelství (zkratkou GŘ či DG, anglicky Directorate-General, francouzsky Direction générale) jsou odborné administrativní jednotky Evropské unie. Ve vztahu k Evropské komisi odpovídají generální ředitelství zhruba ministerstvům. Každé z nich přísluší jednomu nebo několika Evropským komisařům, naopak každý z komisařů pracuje s jedním nebo několika ředitelstvími.

## Seznam
| Zkratka                     | Obor                                                                 | Odpovědnost | Komisař                              | Generální ředitel            | Zástupce generálního ředitele                     |
| --------------------------- | -------------------------------------------------------------------- | --- | ------------------------------------ | ---------------------------- | ------------------------------------------------- |
| TAXUD                       | Daně a celní unie                                                    | Evropská politika EU týkající se daní a cla. | Paolo Gentiloni                      | Gerassimos Thomas            |                                                   |
| ENER                        | Energetika                                                           | Energetická politika EU, tzn. zajištění bezpečné, udržitelné a cenově konkurenceschopné energie pro Unii. | Kadri Simsonová                      | Ditte Juul Jørgensenová      | Massimo Garribba Mechthild Wörsdörferová          |
| EUROSTAT                    | Eurostat – Evropské statistiky                                       | Zveřejňování vysoce kvalitních celoevropských statistik a ukazatelů, které umožňují provádět srovnání mezi jednotlivými zeměmi a regiony. | Paolo Gentiloni                      | Mariana Kotzevaová           | Gallo Gueye                                       |
| NEAR                        | Evropská politika sousedství a jednání o rozšíření                   | Politika EU týkající se jejího rozšíření a východních a jižních sousedů EU. V rámci politik Komise je rovněž odpovědné za vztahy s členskými zeměmi Evropského hospodářského prostoru a Evropského sdružení volného obchodu.                                                                         | Olivér Várhelyi                      | Maciej Popowski              | Katarína Mathernová                               |
| FISMA                       | Finanční stabilita, finanční služby a unie kapitálových trhů         | Politika EU v oblasti bankovnictví a financí. | Mairead McGuinnessová                | John Berrigan                | Alexandra Jourová-Schroederová                    |
| COMP                        | Hospodářská soutěž                                                   | Evropské politiky v oblasti hospodářské soutěže, a to ve spolupráci s příslušnými vnitrostátními orgány. | Margrethe Vestagerová                | Olivier Guersent             | Linsey McCallumová Guillaume Loriot               |
| ECFIN                       | Hospodářské a finanční záležitosti                                   | Evropská politika v oblasti hospodářského růstu, zaměstnanosti, veřejných financí a finanční stability. | Paolo Gentiloni                      | Maarten Verwey               | Declan Costello Elena Flores Gualová              |
| DIGIT                       | Informatika                                                          | Poskytování digitálních služeb ostatním oddělením Komise a orgánům EU. | Johannes Hahn                        | Mario Campolargo             |                                                   |
| COMM                        | Komunikace                                                           | Obeznámení veřejnosti a vnějších subjektů s politikami EU a jejich smyslem. Informování Komise o politickém vývoji ve světě a trendech ve veřejném mínění a sdělovacích prostředcích. Koordinace interní komunikační kampaně Komise.                                                                 | Ursula von der Leyenová              | Pia Ahrenkilde Hansenová     | Dana Spinantová                                   |
| CONNECT                     | Komunikační sítě, obsah a technologie                                | Evropská politika v oblasti jednotného digitálního trhu, bezpečnosti internetu a digitálního výzkumu a inovací. | Thierry Breton Margrethe Vestagerová | Roberto Viola                |                                                   |
| Lidské zdroje               | Lidské zdroje a bezpečnost                                           | Nábor a vzdělávání pracovníků, řízení jejich profesního postupu, poskytování zaměstnancům Komise sociální zabezpečení a dbaní na jejich dobré pracovní podmínky. Také bezpečnost budov Komise a jejích zaměstnanců, zajišťování kontinuity práce i během krizí a bezpečnost jejího online prostředí. | Johannes Hahn                        | Gertrud Ingestadová          |                                                   |
| INTPA                       | Mezinárodní partnerství                                              | Formulování mezinárodní politiky partnerství a rozvojové politiky EU, jejichž konečným cílem je snížit chudobu, zajistit udržitelný rozvoj a prosazovat demokracii, lidská práva a právní stát na celém světě.                                                                                       | Jutta Urpilainenová                  | Koen Doens                   | Marjeta Jagerová Martin Seychell Myriam Ferranová |
| HOME                        | Migrace a vnitřní věci                                               | Politika EU týkající se migrace a vnitřních věcí. | Ylva Johanssonová                    | Monique Pariatová            | Olivier Onidi Johannes Luchner Beate Gminderová   |
| MOVE                        | Mobilita a doprava                                                   | Evropská politika EU týkající se mobility a dopravy. | Adina Văleanová                      | Henrik Hololei               | Matthew Baldwin Maja Bakranová Marcichová         |
| MARE                        | Námořní záležitosti a rybolov                                        | Evropská politika týkající se námořních záležitostí a rybolovu. | Virginijus Sinkevičius               | Charlina Vitchevaová         |                                                   |
| TRADE                       | Obchod                                                               | Evropská politika v oblasti obchodu se zeměmi za hranicemi EU. | Valdis Dombrovskis                   | Sabine Weyandová             | Maria Martin-Prat De Abreu Denis Redonnet         |
| CLIMA                       | Oblast klimatu                                                       | Boj proti změně klimatu jak na úrovni EU, tak na úrovni mezinárodní. | Frans Timmermans                     | Raffaele Mauro Petriccione   | Clara De La Torreová                              |
| DEFIS                       | Obranný průmysl a vesmír                                             | Evropská politika EU v obranném průmyslu a kosmickém odvětví. | Thierry Breton                       | Timo Pesonen                 |                                                   |
| REFORM                      | Podpora strukturálních reforem                                       | Pomoc zemím EU s koncepcí a prováděním strukturálních reforem, jež jsou součástí jejich snah o stimulaci tvorby pracovních míst a zajištění udržitelného růstu. | Elisa Ferreiraová                    | Mario Nava                   |                                                   |
| DGT                         | Překlady                                                             | Překlad textů z a do všech 24 úředních jazyků EU (a v případě potřeby i do jazyků dalších). GŘ pro překlady se zabývá výhradně psanými texty. | Johannes Hahn                        | Rytis Martikonis             | Christos Ellinides                                |
| ECHO                        | Evropská civilní ochrana a operace humanitární pomoci                | Ochrana lidských životů, předcházení lidskému utrpení a zajišťování integrity a důstojnosti obyvatel postižených přírodními katastrofami a krizemi způsobenými člověkem. | Janez Lenarčič                       | Paraskevi Michouová          | Michael Köhler                                    |
| REGIO                       | Regionální a městská politika                                        | Politika EU týkající se regionů a měst. | Elisa Ferreiraová                    | Marc Lemaître                | Normunds Popens                                   |
| BUDG                        | Rozpočet                                                             | Správa rozpočtu Evropské unie. Navrhování a provádění finančního rámce a shromažďování příspěvků jednotlivých zemí EU. | Johannes Hahn                        | Gert Jan Koopman             | Maria Rosa Aldea Busquetsová                      |
| Společné výzkumné středisko | Společné výzkumné středisko                                          | Poskytování nezávislé vědecké poradenství Komisi opírající se o důkazy. | Mariya Gabrielová                    | Stephen Quest                | Bernard Magenhann                                 |
| JUST                        | Spravedlnost a spotřebitelé                                          | Politika EU v oblasti spravedlnosti, práv spotřebitelů a rovnosti žen a mužů. | Didier Reynders Helena Dalliová      | Ana Gallegová Torresová      | Nils Behrndt                                      |
| SCIC                        | Tlumočnická služba                                                   | Tlumočnická služba Komise, zároveň pomáhající s organizací konferencí. Zajišťování přidělování zasedacích místností a poskytování technické podpory při organizaci mnohojazyčných setkání. | Johannes Hahn                        | Genoveva Ruizová Calaveraová | Carlos Alegria                                    |
| HERA                        | Úřad pro připravenost a reakci na mimořádné situace v oblasti zdraví | Shromažďování informací a budování nezbytných kapacit. | Stella Kyriakidesová                 | Pierre Delsaux               |                                                   |
| GROW                        | Vnitřní trh, průmysl, podnikání a malé a střední podniky             | Politika EU týkající se jednotného trhu, průmyslu, podnikání a malých a středních podniků. | Thierry Breton                       | Kerstin Jornaová             | Hubert Gambs Maive Ruteová                        |
| RTD                         | Výzkum a inovace                                                     | Politika EU v oblasti vědy, výzkumu a inovací v zájmu snazšího vytváření hospodářského růstu a pracovních míst a řešení největších společenských výzev. | Mariya Gabrielová                    | Jean-Eric Paquet             | Signe Ratsová Joanna Drakeová                     |
| EAC                         | Vzdělávání, mládež, sport a kultura                                  | Politika EU v oblasti vzdělávání, kultury, mládeže, jazyků a sportu. | Mariya Gabrielová                    | Themis Christophidouová      | Viviane Hoffmannová                               |
| EMPL                        | Zaměstnanost, sociální věci a sociální začleňování                   | Politika Unie týkající se zaměstnanosti, sociálních věcí, dovedností, pracovní mobility a souvisejících finančních programů EU. | Nicolas SchmitHelena Dalliová        | Joost Korte                  | Andriana Sukova                                   |
| SANTE                       | Zdraví a bezpečnost potravin                                         | Politika EU v oblasti bezpečnosti potravin a zdraví a sledování toho, zda se řádně provádějí související právní předpisy. | Stella Kyriakidesová                 | Sandra Gallinaová            | Claire Buryová                                    |
| AGRI                        | Zemědělství a rozvoj venkova                                         | Politika EU týkající se zemědělství a rozvoje venkova a zabývá se všemi aspekty společné zemědělské politiky (SZP). | Janusz Wojciechowski                 | Wolfgang Burtscher           | Mihail Dumitru Michael Scannell                   |
| ENV                         | Životní prostředí                                                    | Evropská politika EU týkající se životního prostředí. Navrhování a provázení politiky zajišťující vysokou úroveň ochrany životního prostředí a chránící kvalitu života občanů EU. | Virginijus Sinkevičius               | Florika Finková-Hooijerová   | Patrick Anthony Child                             |